# Ochazuke no aji
Ochazuke no aji (お茶漬けの味, El sabor del té verd amb arròs) és una pel·lícula japonesa del 1952 dirigida per Yasujirō Ozu. El guió tracta d'una parella benestant de mitjana edat (interpretada per Shin Saburi i Michiyo Kogure) que tenen dificultats matrimonials i la seva neboda que utilitza el problemes de parella com a excusa per no assistir a les entrevistes de matrimoni concertat.

## Argument
Taeko i Mokichi Satake són una parella casada sense fills que viu a Tòquio. El marit, a qui la dona considera avorrit, és executiu d'una empresa d'enginyeria.
L'amiga de la Taeko, l'Aya, convenç a la Taeko perquè afirmi falsament al seu marit que la filla del germà de la Taeko, Setsuko, està malalta, perquè pugui anar a un spa amb un parell d'amics. El pla surt malament quan la Setsuko visita la seva casa inesperadament, però Taeko substitueix l'invàlid per un altre amic i obté el consentiment del seu marit per anar a descansar. A l'spa, les quatre dones beuen sake i miren la koi a l'estany, comparant-ne una negra que es mou lentament amb el marit de la Taeko.
Uns dies després, Taeko, Aya i una altra amiga assisteixen a un partit de beisbol. Veuen el marit de l'Aya en companyia d'una altra dona, possiblement d'un bar al que va. Un anunci públic al joc demana que Taeko torni a casa immediatament. Ho fa, on Setsuko, que va trucar a l'anunci, li diu que els seus pares volen establir-li un matrimoni concertat.

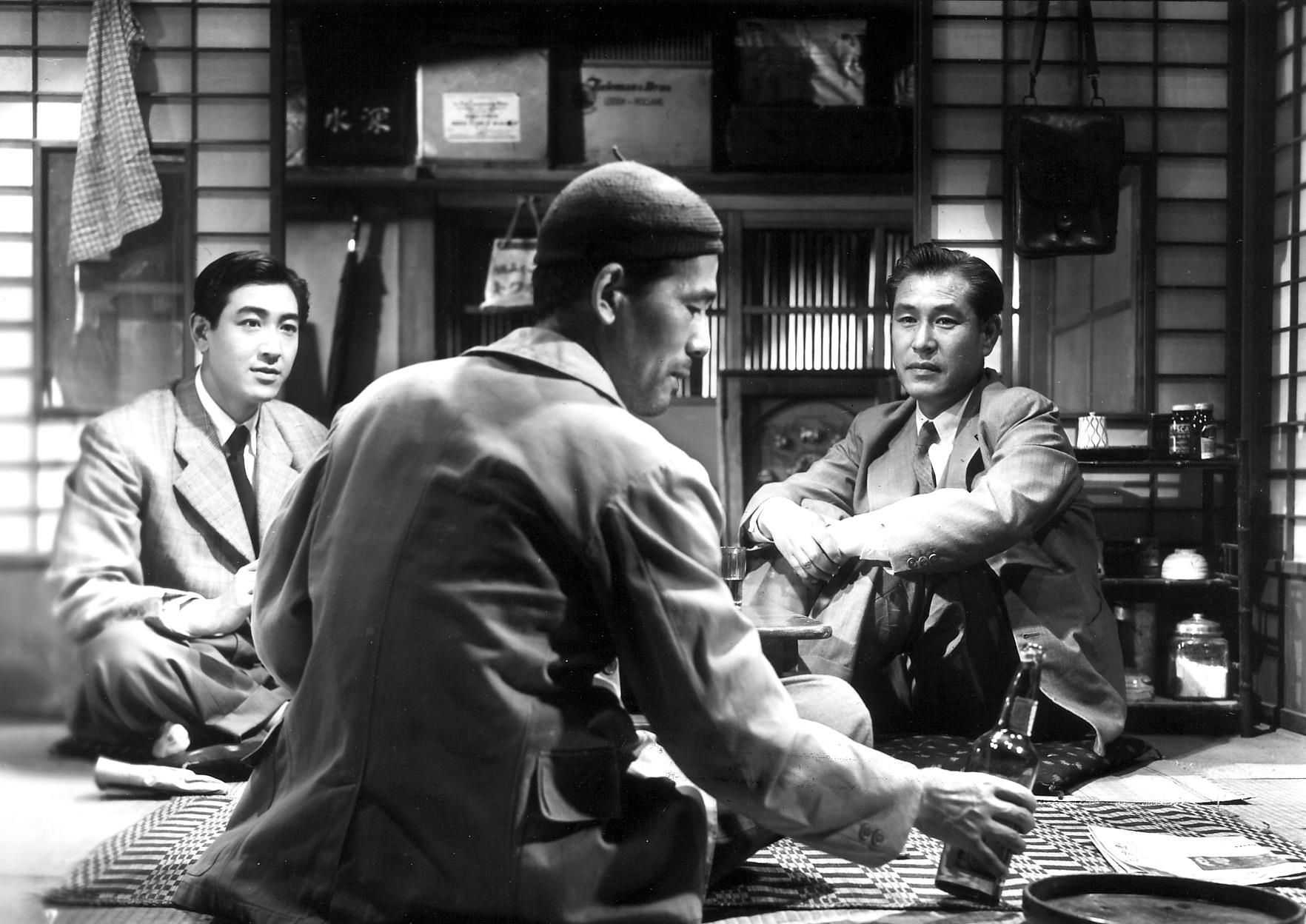
Escena de la pel·lícula amb Kōji Tsuruta, Chishū Ryū i Shin Saburi.

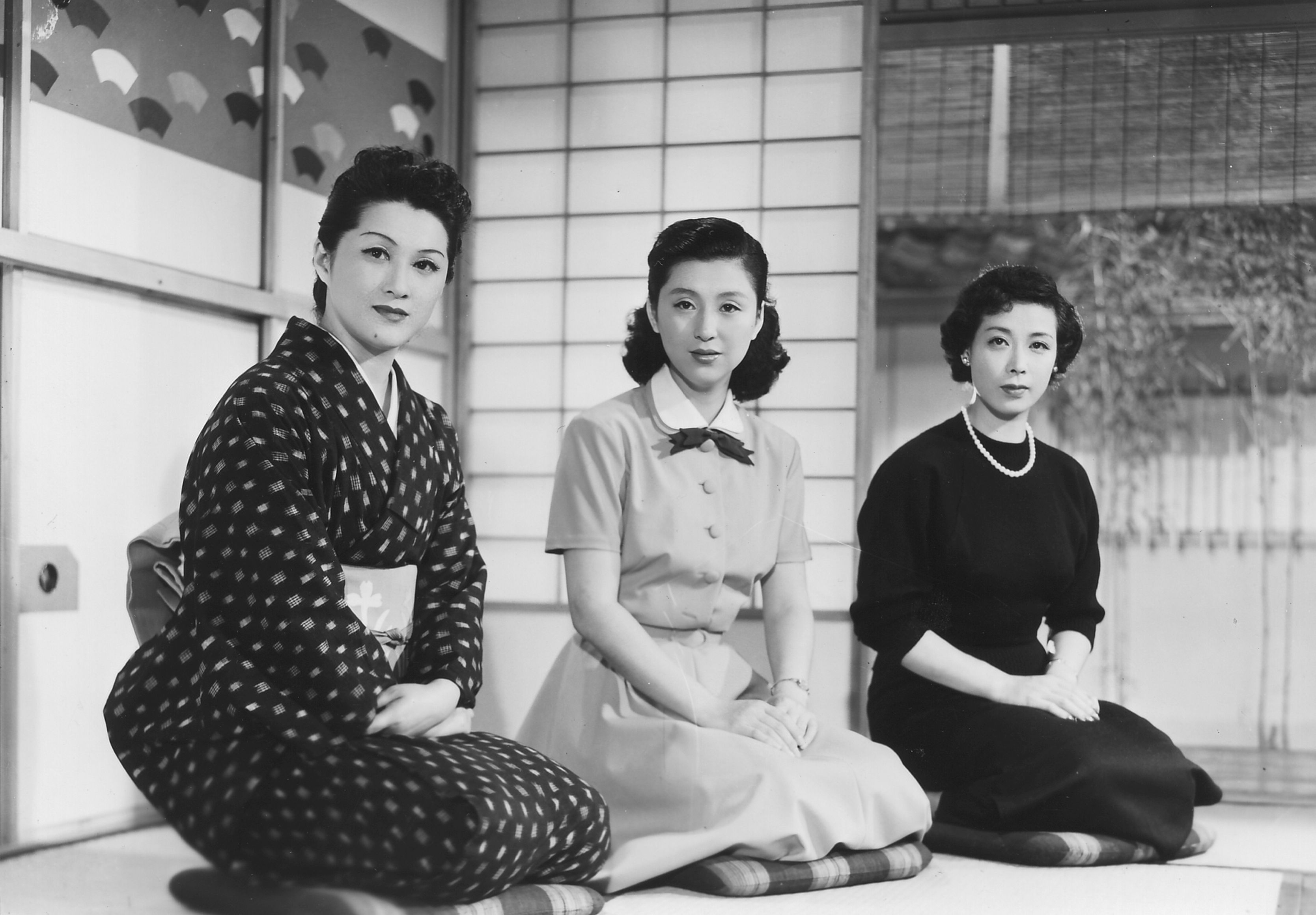
Escena de la pel·lícula amb Michiyo Kogure, Keiko Tsushima i Chikage Awashima.

Després de sopar junts, en Mokichi i en Noboru juguen al pachinko, i en Mokichi es troba amb un amic de l'exèrcit que ara dirigeix el saló.
La Taeko visita la seva família a Oiso, on parlen sobre Setsuko i el matrimoni concertat. La família d'en Setsuko encarrega a Taeko que actuï com a casamentera de Setsuko en un teatre kabuki; Setsuko surt corrents a la meitat de l'actuació. Va a veure el seu oncle Mokichi, que està planejant amb Noboru anar a les curses de bicicletes. Setsuko pensa que els matrimonis concertats són passats de moda. En veure que la Mokichi i la Taeko no són feliços després del seu matrimoni concertat, ella està decidida a trobar el seu propi cònjuge. La Mokichi la porta de tornada al teatre i marxa amb Noboru a les curses de bicicletes. Setsuko torna a escapar de la reunió de matrimoni concertat al teatre kabuki i es troba amb Mokichi i Noboru a les curses de bicicletes.
Una nit, Mokichi, la Noboru i la Setsuko estan jugant al pachinko en un saló. Mokichi surt d'hora per tornar a casa. Noboru i Setsuko van a una casa de fideus ramen on mengen i parlen de matrimonis concertats. Més tard, la Setsuko va a la casa del seu oncle, on la Taeko està fumant. Taeko exigeix que en Mokichi renyi a la Setsuko per no presentar-se a la reunió matrimonial concertada, cosa que fa sempre que la seva dona estigui a l'abast. La Taeko s'enfronta a la Mokichi per estar amb Setsuko sense informar-la. Els dos tenen una discussió, quan Mokichi li diu que li costa trencar els seus vells hàbits perquè fumar cigarrets inferiors i viatjar en tercera classe en un tren li recorden els plaers més senzills de la vida. La Taeko, a qui li agrada viatjar als vagons de tren de primera classe, se'n va enfurismada. S'enfada tant que es nega a parlar amb el seu marit durant dies.
La Taeko fa un viatge en tren lluny de Tòquio sense informar a Mokichi. La companyia de Mokichi l'envia a l'Uruguai en un viatge de negocis, i ell li envia un telegrama, demanant-li que torni de seguida sense dir per què. Tothom va a l'aeroport per veure marxar en Mokichi. La Taeko no era a l'aeroport i torna a casa només després que l'avió de Mokichi hagi volat. Dues hores després del vol, l'avió de Mokichi experimenta problemes mecànics i torna a Tòquio; La tornada inesperada de Mokichi a casa sorprèn la seva dona. En Mokichi diu que té gana i en Taeko suggereix un àpat. No desitjant despertar el seu servent Fumi, la parella es dirigeix a la cuina desconeguda on els preparen ochazuke, arròs amb te verd. En el procés de fer-ho junts, es reconcilien, Mokichi diu que aquest va ser el seu dia més feliç des que es va casar amb ella. La Taeko entén el que el seu marit ha dit abans sobre plaers més simples. Ella es disculpa profusament i promet que no marxarà mai més sense dir una paraula. Mokichi accepta, dient-li que no digui res més.
La pel·lícula acaba amb Setsuko confiant amb Noboru sobre el canvi d'actitud de la seva tia. L'escena final els mostra allunyant-se, discutint d'una manera una mica juganera, suggerint que els dos s'han convertit en parella.

## Repartiment
- Shin Saburi com a Mokichi Satake
- Michiyo Kogure com a Taeko Satake
- Kōji Tsuruta com a Non-chan / Noboru Okada
- Chishū Ryū com a Sadao Hirayama
- Chikage Awashima com Aya Amamiya
- Keiko Tsushima com a Setsuko Yamauchi
- Kuniko Miyake com a Chizu Yamauchi
- Eijirō Yanagi com a Naosuke Yamauchi

## Producció
El guió de la pel·lícula va ser escrit originalment per Yasujirō Ozu sota el títol "Kareshi Nankin e Iku" (彼 氏 南京 へ 行 く, traducció "Se'n va a Nanjing") l'any 1939, amb una història sobre un home a punt de ser enviat a l'estranger pel servei militar, més que no pas el viatge de negocis a l'Uruguai a la pel·lícula. El 1940 es va retitular "O-chazuke no aji" i es va preparar per a la producció. Tanmateix, els censors militars van exigir que el guió es reescrigués completament, per exemple exigint que l'humil plat "ochazuke" esmentat al títol es canviés pel plat de celebració Sekihan, perquè l'home se n'anava per servir a l'exèrcit. Aleshores, Ozu va abandonar el projecte.

## Recepció
El 1973, Vincent Canby va escriure que la pel·lícula "no és el gran Ozu. Hi ha vegades, sobretot en la seva subtrama sobre una noia que rebutja els arranjaments tradicionals del casament, quan és gairebé una fórmula de comèdia. " Canby també va dir, però, que els personatges de Kogure i Saburi "esdevenen personatges tan atractius, tocats per una mena de noblesa", i va assenyalar que "Ozu mai desaprofita el nostre interès a connectar escenes si les podem donar per fetes. Quan ens ho mostra. un home que passa, per exemple, d'un despatx a un altre, esdevé important, potser com un reconeixement del temps perdut o com una mena de pel·lícula equivalent a l'espai en blanc entre els capítols d'una novel·la."
Dave Kehr del Chicago Reader va marcar la pel·lícula com a "Recomanada". Elogiant els melodrames d'Ozu per "evitar [en] qualsevol sentit de clixé en el seu estudi moderat, de vegades dolorosament subtil de les relacions familiars", Kehr va argumentar que "la manca de moviment de càmera d'Ozu de vegades parla més que les tècniques elaborades dels seus contemporanis."
- Premi de Cinema Mainichi al millor actor: Shin Saburi.[6]